# Humilde Patlán Sánchez
Humilde Patlán Sánchez (17 mars 1895 - 17 juin 1970), est une religieuse catholique mexicaine, membre de la congrégation des franciscaines de l'Immaculée Conception et supérieure générale pendant plus de vingt-quatre ans, elle est réputée pour l'exemplarité de sa vie religieuse. La cause pour sa béatification est ouverte, l'Église catholique a reconnu l'héroïcité de ses vertus et lui a décerné le titre de vénérable. 

## Biographie
María Patricia Magdalena Patlán Sánchez, de son nom de baptême, naît le 17 mars 1895 à Guanajuato, dans une famille profondément religieuse. En 1912, elle entre dans la congrégation des Sœurs franciscaines de l'Immaculée Conception, où elle fait sa profession sous le nom de sœur Humilde. 
Rapidement, ses qualités humaines comme spirituelles la portent à exercer différentes charges au sein de sa communauté. D'abord comme maîtresse des novices, comme prieure puis comme supérieure générale, lors de son élection en 1922. Lors de son gouvernorat, elle dut faire face à la persécution religieuse menée par l'État anticlérical. Elle sut encourager ses religieuses et n'hésitera pas à mettre sa  vie en danger pour accueillir des prêtres. 
Réélue à plusieurs reprises, elle visitera de nombreuses fois l'ensemble des communautés, pour vivifier la vie spirituelle et communautaire de ses religieuses. Mais c'est surtout par son mode de vie simple et en cohérence avec son idéal qui lui vaudront déjà une certaine reconnaissance. Elle était très recherchée pour ses conseils et se montrait disponible envers tous. Mais elle dut aussi affronter de nombreuses calomnies de certains qui la jalousaient, que ce soit dans sa propre congrégation ou de la part du clergé. Elle restera cependant toujours obéissante et pardonnera à ceux qui la diffamaient. Mère Humilde finira ses jours dans une vie cachée au fond de son couvent, accomplissant les tâches les plus modestes qu'on lui demandait.

## Béatification
La cause pour la béatification et la canonisation s'est ouverte le 17 juillet 1999 à Mexico. L'enquête diocésaine est envoyée à Rome en 2010, pour y être étudiée par la Congrégation pour les causes des saints. 
Le 16 juin 2017, le pape François a reconnu l'héroïcité de ses vertus, lui attribuant ainsi le titre de vénérable. C'est la première étape pour qu'elle soit reconnue sainte.